# Complexo Watergate

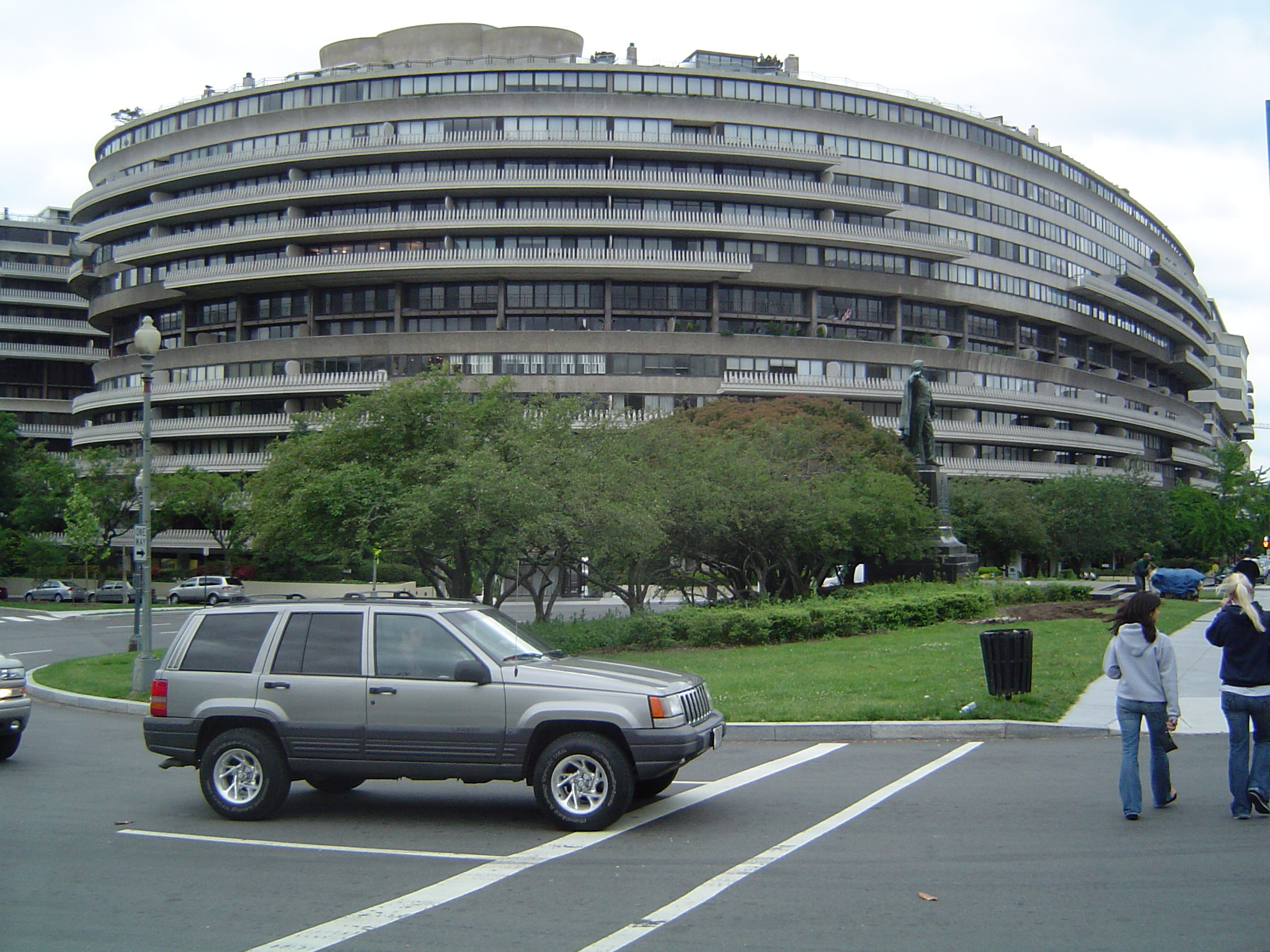
Monumento no Complexo Watergate localizado em Washington, D.C., Estados Unidos

O Complexo Watergate é um complexo de escritórios e apartamentos localizado em Washington, D.C., Estados Unidos. Tornou-se famoso após o assalto que levou ao histórico escândalo político conhecido como Caso Watergate, culminando com a renúncia do então presidente Richard Nixon em agosto de 1974.
Todo o complexo foi designado como um edifício no Registro Nacional de Lugares Históricos em 12 de outubro de 2005.

## Localização
Watergate situa-se na parte Noroeste de Washington, D.C., no bairro de Foggy Bottom. Está limitado ao norte pela Virginia Avenue, à leste pela New Hampshire Avenue, ao sul pela F Street, e à oeste pela Rock Creek and Potomac Parkway. Adjacente ao complexo está o Kennedy Center e a embaixada da Arábia Saudita. A estação do metrô de Washington mais próxima é a Foggy Bottom–GWU.

## História
O complexo foi construído pela companhia italiana Società Generale Immobiliare, com a aquisição de 10 acres que constiuíam um pedaço de terra do extinto Canal de Chesapeake e Ohio, no início da década de 1960, por 10 milhões de dólares. Watergate foi inaugurado em 1967.